# Александров, Роман Александрович
Рома́н Алекса́ндрович Алекса́ндров (19 октября 1976, Петропавловск, Казахстан) — казахстанский журналист, ведущий телевизионных и радиопрограмм, продюсер, шоумен, PR-консультант, спикер Клуба казахстанских PR-профессионалов «PR-шы». Главный редактор казахстанской версии журнала Fashion Collection с 2010 по 2015 год. Признан одной из самых влиятельных фигур в казахстанской моде и глянцевой журналистике.

## Биография
Родился 19 октября 1976 года в семье педагогов-музыкантов. Отец Романа Александр Александров, преподаватель музыкально-теоретических дисциплин, обучал Руслана Бутабаева, бессменного руководителя известного казахстанского оркестра Zaratushtra Band.
В 2007 году Роман окончил Северо-Казахстанский государственный университет имени Манаша Козыбаева по специальности «Журналистика».

## Карьера

### Телевидение
Телевизионную деятельность Роман Александров начал в редакции информационных программ Северо-Казахстанского филиала телерадиокомпании «Қазақстан — Петропавл» в качестве редактора-корреспондента.
В 2003 году переехал в город Алма-Ата и продолжил работу редактором-корреспондентом в прайм-таймовой информационной программе «Информбюро» на казахстанском 31 канале.
В марте 2004 года Роман Александров перешёл в медиахолдинг Дариги Назарбаевой «Алма-медиа», получив место редактора-корреспондента, а также постоянного обозревателя культуры в ежедневном итоговом выпуске новостей «Вечерние новости» на телеканалах КТК и Первом канале Евразия. В декабре 2006 года Роман Александров был переведён в ежедневный информационно-развлекательный телевизионный журнал на КТК, посвящённый новостям из жизни знаменитостей и обзору светской жизни, «Шоу-бум», где он совмещал обязанности шеф-редактора и ведущего программы.
Вскоре Александрова утвердили официальным лицом телеканала КТК, его популярность и известность резко возросли. Проанализировав высокие рейтинги телевизионного проекта «Шоу-бум», в 2008 году руководство музыкального телеканала Hit TV пригласило Романа продюсировать две флагманские программы «Измена по требованию» (телевизионный формат make over) и «Про свет» (телепередача о светской жизни, моде и прочих аспектах массовой культуры). Александров принял приглашение и занял сразу несколько позиций: продюсера, шеф-редактора и диктора этих программ.

### Радио
Параллельно с телевизионной активностью Роман Александров занимался производством радиопрограмм. Так, с 2005 года по 2010 год он выступал в качестве автора и ведущего программы Fashion FM на казахстанской радиостанции Energy 102.2 FM.

### Пресса
В 2004 году Роман Александров присоединился к команде, стоявшей у истоков казахстанского издания журнала мод Harper's Bazaar под руководством Марии Подгорбунской, и был первым редактором отдела культуры региональной версии.
С 2005 года по 2007 год Александров, будучи колумнистом, регулярно публиковался в казахстанском еженедельнике Gazeta KZ.
В 2006 году сотрудничал с казахстанским журналом мод Vintage в должности редактора отдела моды.
В сентябре 2010 года Роман Александров возглавил казахстанский филиал российского сетевого журнала мод Fashion Collection. Находясь в должности главного редактора Fashion Collection Kazakhstan, Александров запустил в Казахстане новый формат светских мероприятий — «модные завтраки». От имени издания заседал в жюри на конкурсах дизайнеров и представлял журнал на других крупных событиях.
Ровно через пять, в 2015 году Александров принял решение сменить должность главного редактора в казахстанском Fashion Collection на аналогичный пост в журнале Vintage. Назначение стало громким эпизодом в жизни казахстанского медиа сообщества. Однако после длительных творческих разногласий с издателем и собственником журнала Vintage Карашаш Джузеевой Роман Александров покинул журнал, который под его руководством полностью претерпел качественные изменения в формате и контенте.

### PR
Роман Александров является одним из пионеров в fashion-сегменте казахстанского PR-рынка, продвигающим мировые модные и косметические бренды и создающим стратегии по их позиционированию (от организации, проведения презентаций до осуществления услуг пресс-офиса) на территории Казахстана. В его обширном портфеле открытие бутика Versace в Алма-Ате в 2008 году, открытие корнера московской ювелирной марки Why Not Sky в 2012 году, открытие бутика Roberto Cavalli в 2012 году, открытие корнера Bobbi Brown в 2013 году, открытие корнера Jo Malone в 2013 году, открытие бутика Thomas Sabo в 2013 году, открытие бутика Isabel Garcia в 2015 году.
C именем Романа Александрова связывают большую популярность в Казахстане некогда знаменитой марки женской одежды Kira Plastinina. Инвестор компании Сергей Пластинин доверял Александрову управление дирекцией маркетинга и PR.
Также с 2004 года по 2010 год Роман Александров руководил пресс-службой Казахстанской недели моды прет-а-порте. В 2015 году учредители Kazakhstan Fashion Week вновь пригласили Романа Александрова для консультации по вопросам PR.
В июне 2017 года Роман Александров появился на обложке казахстанской версии глянцевого журнала SNC . Сопутствующее фотосъемке интервью вызвало большой резонанс в светских кругах. Александров откровенно, используя ненормативную лексику, рассказал о реалиях казахстанского мира моды и шоу-бизнеса  . 